# Rougetius rougetii
El rascón etíope (Rougetius rougetii) es una especie de ave gruiforme de la familia Rallidae que habita en el este de África. Es el único miembro del género Rougetius. 

## Distribución y hábitat
Se encuentra en los altiplanos y valles fluviales del oeste de Etiopía y Eritrea, en altitudes entre 1500 y 4100 m.
Está amenazada por la pérdida de hábitat.